# Dustin the Turkey

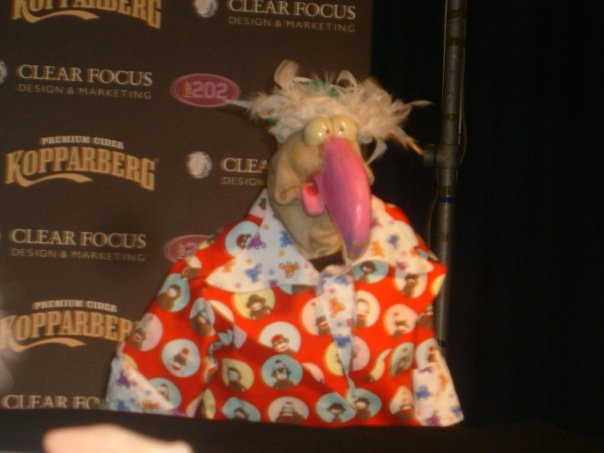
Dustin

Dustin the Turkey is een populaire Ierse televisiepop en ster van het RTÉ-programma, The Den. 
De kalkoengier, met een accent uit Noord-Dublin kwam bij de show in 1990 samen met de handpoppen Zig and Zag en bleef bij de show na hun vertrek in 1993. Dustin overleefde al vier co-presentators en is het oudste castlid van de show. Zijn stem wordt gedaan door Johnny Morrison. 
In 2008 werd Dustin the Turkey geselecteerd voor de Ierse preselectie voor het Eurovisiesongfestival 2008 met het cynische lied Irelande douze pointe. Ondanks kritiek op de valse zang en de absurde poppenkast, wist de kalkoen deze voorronde te winnen, waardoor hij Ierland mocht gaan vertegenwoordigen op het songfestival in Belgrado. Dit feit zorgde overal in Europa voor een hoop publiciteit; in Nederland werd het zelfs een item in het NOS Journaal. De inzending leidde echter ook tot discussie bij de EBU; men overweegt dit soort acts in de toekomst te verbieden.
De vele aandacht vooraf leek gunstig te zijn voor de kansen van Dustin, maar in de halve finale werden toch niet genoeg punten behaald om door te mogen naar de finale.
1965: Butch Moore · 
1966: Dickie Rock · 
1967: Sean Dunphy · 
1968: Pat McGeegan · 
1969: Muriel Day · 
1970: Dana · 
1971: Angela Farrell · 
1972: Sandie Jones · 
1973: Maxi · 
1974: Tina Reynolds · 
1975: The Swarbriggs · 
1976: Red Hurley · 
1977: The Swarbriggs Plus Two · 
1978: Colm Wilkinson · 
1979: Cathal Dunne · 
1980: Johnny Logan · 
1981: Sheeba · 
1982: The Duskeys · 
1984: Linda Martin · 
1985: Maria Christian · 
1986: Luv Bug · 
1987: Johnny Logan · 
1988: Jump the Gun · 
1989: Kiev Connolly & The Missing Passengers · 
1990: Liam Reilly · 
1991: Kim Jackson · 
1992: Linda Martin · 
1993: Niamh Kavanagh · 
1994: Paul Harrington & Charlie McGettigan · 
1995: Eddie Friel · 
1996: Eimear Quinn · 
1997: Marc Roberts · 
1998: Dawn Martin · 
1999: The Mullans · 
2000: Eamonn Toal · 
2001: Gary O'Shaughnessy · 
2003: Mickey Harte · 
2004: Chris Doran · 
2005: Donna & Joe · 
2006: Brian Kennedy · 
2007: Dervish · 
2008: Dustin the Turkey · 
2009: Sinéad Mulvey & Black Daisy · 
2010: Niamh Kavanagh · 
2011: Jedward · 
2012: Jedward · 
2013: Ryan Dolan · 
2014: Can-linn feat. Kasey Smith · 
2015: Molly Sterling · 
2016: Nicky Byrne · 
2017: Brendan Murray · 
2018: Ryan O'Shaughnessy · 
2019: Sarah McTernan · 
2021: Lesley Roy · 
2022: Brooke · 
2023: Wild Youth · 
2024: Bambie Thug · 
2025: Emmy